# Bralette

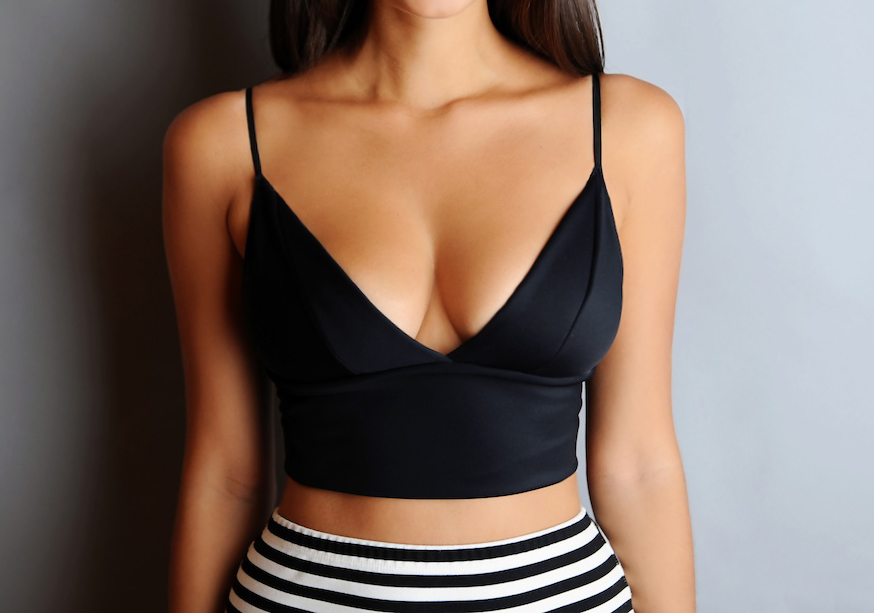
Bralette negro.

El bralette o bralet (de bra ‘sostén’ y -ette, precedido por l por cuestión eufónica) es una prenda de ropa femenina que combina elementos de un sostén tradicional con la forma de un top deportivo. Los bralettes deben ceñir el pecho, actuando como sostén, pero no incluyen varillas rígidas ni rellenos, por lo cual se la considera una prenda más confortable y cómoda. Su uso es llevarse como ropa interior, mostrándolo total o parcialmente con blusas o sacos abiertos. Debido a que se los considera sostenes «hechos para ser mostrados», se los encuentra en diversidad de tamaños, telas, colores y diseños.
Los primeros bralettes aparecen en los años cuarenta del siglo XX. Sin embargo, desde mediados de la década de 2010, el bralette cobra un nuevo protagonismo, a partir de su uso por parte de algunas celebridades y su difusión en la internet, a través de las redes sociales.